# Morralla
La morralla és el conjunt de peixos petits de platja que se solen barrejar i menjar fregits. Es poden usar també per a fer fumets, brous i sopes. Gastronòmicament, el conjunt format pels peixos de roca i la morralla formen els peixos per sopa. També es coneixen com a raballa o cria de peix.
Alguns dels peixos que inclou la morralla són el moll de roca, el llucet, la cinta, els tríglids o la palaia.